# Medelpads landskapsvapen
Medelpads landskapsvapen är: Medelst vågskuror fyra gånger delat av blått, silver, rött, silver och blått. De silverfärgade vågskurorna representerar Indalsälven respektive Ljungan. Vapnet kröns i likhet med alla landskapsvapen av en hertiglig krona.
Medelpads äldsta vapen, från Gustav Vasas liktåg 1560, innehöll en gående svart bäver i fält av silver. Bävern var ett viktigt jaktbyte från landskapet. Man ansåg dock med tiden att bävern lätt kunde förväxlas med Värmlands äldre vapen som visade en järv, och bytte därför redan på 1570-talet till nuvarande vapen med "strömmar". Vapnet ingår tillsammans med Ångermanlands landskapsvapen i vapnet för Västernorrlands län.

## Bildgalleri

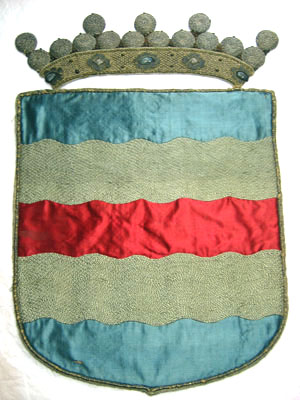
Medelpads landskapsvapen, broderat för hästtäcke buret vid Karl X Gustavs begravning den 4 november 1660. Finns på Livrustkammaren.